# التاريخ العسكري للولايات المتحدة أثناء الحرب العالمية الثانية
(موافقة الكورنغوس على على دخول امريكا الحرب 8/12/1941) يغطي التاريخ العسكري للولايات المتّحدة الأمريكيّة في الحرب العالمية الثانية الحرب ضد ألمانيا وإيطاليا واليابان والذي بدأ بـ الهجوم على بيرل هاربر في 7 كانون الأول - ديسمبرعام 1941. خلال العامين الأولين من الحرب العالمية الثانية، تبنت الولايات المتحدة موقفًا حياديًا كما ذكر رسميا في خطاب كورنتينا الذي ألقاه الرئيس الأمريكي فرانكلين روزفلت في عام 1937، أثناء تزويد بريطانيا والاتحاد السوفياتي والصين بمعدات الحرب من خلال قانون الإعارة والاستئجار الذي أُقر في 11 مارس 1941، فضلا عن نشر الجيش الأمريكي ليحل محل قوات الغزو البريطاني في أيسلندا. في حرب المحيط الهادئ، كان هناك أعمال قتالية غير رسمية مبكرة من الولايات المتحدة الأمريكية مثل النمور الطائرة. كانت العقوبات الاقتصاديّة التي فرضتها الولايات المتحدة على اليابان، باعتبارها جزء من الجهد لردع الهجوم العسكري الياباني في آسيا والمحيط الهادئ، سببًا رئيسيًا وراء الهجوم الياباني على بيرل هاربر.
أثناء الحرب، خدم أكثر من 16 مليون أمريكيًا في القوات المسلحة الأمريكية، حيث قُتل في المعركة 405,399 و671,278 جريح حرب. كان هناك أيضا 130,201 أسيرًا أمريكيًا وعاد منهم 116,129 إلى بيوتهم بعد الحرب. وكان من بين أهم المستشارين المدنيين للرئيس رووسفلت هنري ستيمسون، وزير الحربية، الذي حشد صناعات الدولة ومراكزها التدريبية لمساعدة الجيش، بقيادة فريق أول جورج مارشال وكانت القوات الجوية للجيش حتى قيادة الجنرال هاب أرنولد. أكدت بحرية الولايات المتحدة بقيادة الأمين العام لبحرية الولايات المتحدة فرانك نوكس وفريق أول إرنست كينغ استقلالها. وضع رووسفلت الأولويات الشاملة وشاركه في وضعها هيئة الأركان المشتركة، التي يترأسها ووليام لهي. ترجع الأولوية العليا إلى هزيمة ألمانيا في أوروبا، ولكن الحرب ضد اليابان في المحيط الهادئ كانت أكثر إلحاحًا بعدما غرق أسطول السفن الحربية الرئيسي في بيرل هاربر.
جعل فريق أول كينج فريق أول شيستر و. نيمتز، ومقره في هاواي، مسؤولًا عن حرب المحيط الهادئ ضد اليابان. وكانت النتيجة سلسلة من أشهر المعارك البحرية في التاريخ. حققت بحرية الإمبراطورية اليابانية مكاسب حيث استحوذت على الفلبين، بالإضافة إلى بريطانية وهولندا، كما إنها هددت أستراليا ولكن في حزيران/يونيو عام 1942، أغرقت ناقلاتها الأساسية أثناء معركة ميدواي، وانتهزالأميركان موقف المبادرة. أصبحت حرب المحيط الهادئ وسيلة لنقل القاعدة الجوية أقرب وأقرب إلى اليابان. تقدم الجيش، ومقره في أستراليا بقيادة فريق أول دوغلاس ماكارثر، بثبات نحو غينيا الجديدة ثم إلى الفلبين، مع خطط لغزو الجزر اليابانيّة الرئيسية في آواخر عام 1945. بعدما أغرقت الغواصات الأمريكية أسطول اليابان التجاري، عانت اليابان من نقص في بنزين الطيران وزيت الوقود، وذلك بسبب استحواز البحرية الأمريكية في يونيو - حزيران 1944 عن طرق الغارات الجوية على الجزراليابانية الرئيسية. دمر القصف الاستراتيجي الموجه من قبل فريق أول كورتيس ليماي جميع المدن اليابانية الكبرى، حيث استحوزت الولايات المتحدة على أوكيناوا بعد خسارة فادحة في خريف عام 1945. بعد القصف الذري على هيروشيما وناجازاكي والغزو والتدخل السوفياتي الوشيك، استسلمت اليابان.
تضمنت الحرب ضد ألمانيا إرسال معونات إلى بريطانيا، وحلفاءها، وإلى الاتحاد السوفيتي، فضلًا عن امدادات الولايات المتحدة بالذخائر حتى تكون مستعدة لقوى الغزو. اُختبرت إلى حد معين ولأول مرة قوات الولايات المتّحدة الأمريكيّة في حملة شمال أفريقيا ثم شاركت بشكل ملحوظ مع القوات البريطانية فيإيطاليا في 1943-45، حيث تورطت قوات الولايات المتّحدة، التي تمثّل حوالي ثلث قوات الحلفاء المنتشرة، بعد أن استسلمت إيطاليا واستولى الألمان على السلطة. وأخيرا وقع الغزو الفرنسي في يونيو - حزيران 1944، بقيادة الجنرال دوايت د. أيزنهاور. وفي الوقت نفسه، اشتركت القوات الجوية للجيش الأمريكي وسلاح الجو الملكي البريطاني في قصف المدن الألمانية كما استهدفت بشكل منهجي خطوط النقل الألمانية ومحطات النفط الاصطناعية، كما اخرجت ما تبقى من لوفتفافه بعدمعركة بريطانيا عام 1944. أدت هجمات السوفيت، التي لايمكن وقفها، من الجبهة الشرقية وكذلك هجمات الحلفاء من الجبهة الغربية إلى نزيف ألمانيا حتى الموت. أدى وقوع برلين في يد السوفيت في شهر أيار- مايو عام 1945، وانتحار أدولف هتلر إلى استسلام الألمان.
كانت القوات العسكرية مدعمة بقوة من قبل المدنيين في الجبهة الداخلية حيث أمدهم المدنيين بالأفراد العسكريين والذخائر والأموال والدعم المعنوي لتحقيق الانتصار في الحرب. وقد كلفت الحرب العالمية الثانية خزينة الولايات المتّحدة الأمريكيّة حوالي 341 مليار دولار في عام 1945 - أي 74% من إجمالي الناتج المحلي الأمريكي والمصروفات أثناء الحرب. في عام 2015، كلّفت الحرب أكثر من 4.5 تريليون دولار

## الأصول
كان الرأي العام الأمريكي يتسم بالعدائية تجاه ألمانيا، ولكن ظل مقدار المعونة التي ستعطيها لحلافائها مثيرا للجدل. وكان الرأي العام أكثر عدائية تجاه اليابان، وكانت توجد بعض المعارضة تجاه الدعم الزائد للصين. بحلول عام 1940 أصبحت الولايات المتحدة، التي ظلت على الحياد، «ترسانة الديمقراطية» للحلفاء عن طريق إمدادهم بالمال ومعدات الحرب. حثت الهزيمة الفجائية لفرنسا في ربيع 1940 الأمة على البدء في إنماء قواتها المسلحة، بما في ذلك المسودة الأولية لمشروع السلم.. بعد الغزو الألماني للأتحاد السوفيتي في يونيو - حزيران 1941، بدأت أمريكا إرسال معونة الإعارة والإستئجار إلى الأتحاد السوفيتي وأيضا إلى بريطانيا والصين.

### المتطوعين الأمريكيين

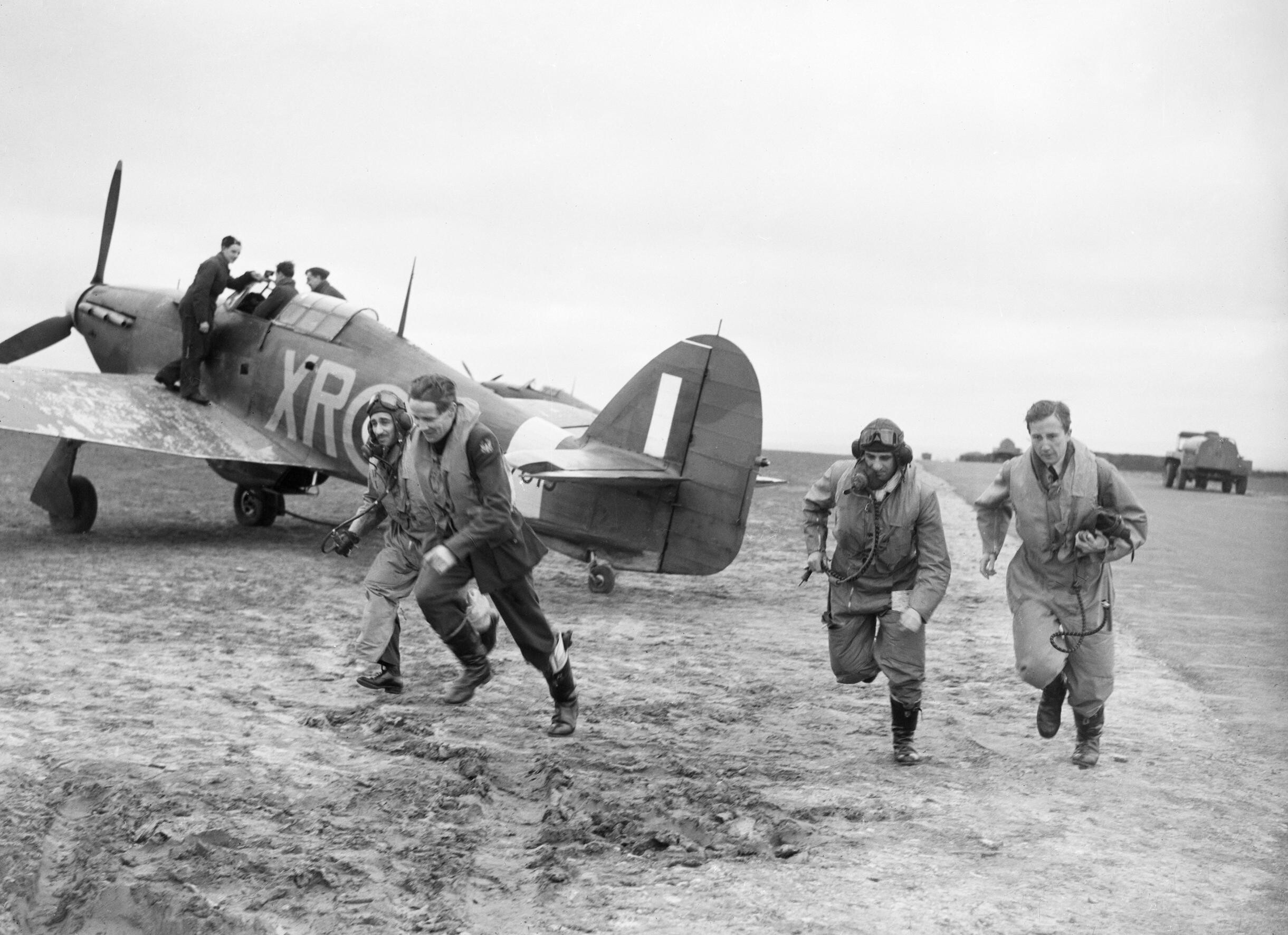
يهرع طيارون أمريكان من الكتيبة 71 من "سرب النسور" إلى طائرتهم المقاتلة هوكر هوريكان، في17 مارس 1941.

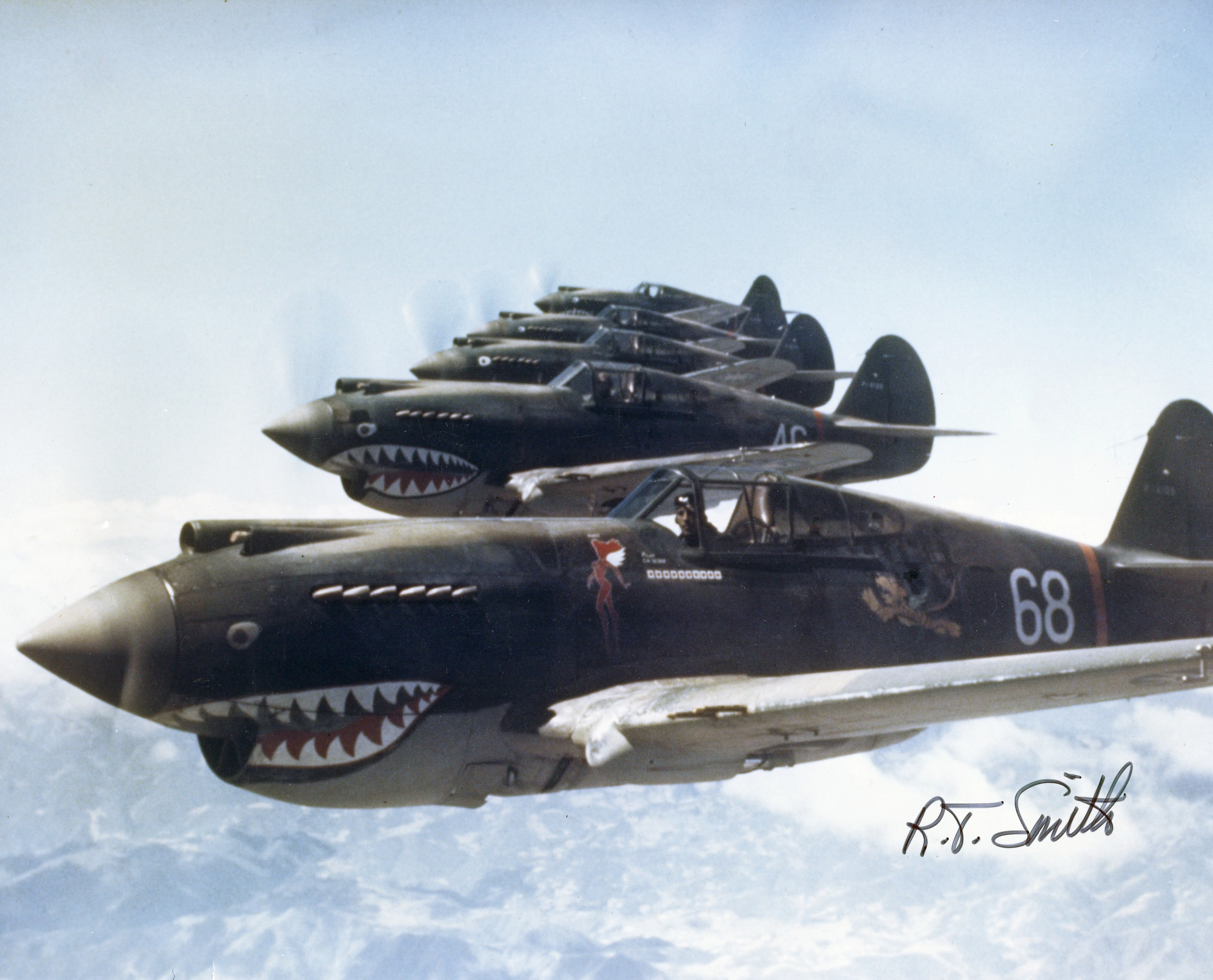
الطائرة المقاتلة كورتس بيه وارهوك من السرب الثالث، أول مجموعة أمريكية متطوّعة "النمور الطائرة" تحلق فوق الصين، في 28 مايو 1942

قبل دخول أمريكا الحرب العالمية الثانية في ديسمبر 1941، تطوع بعض الأفراد الأمريكيين في جيوش دول أخرى للمحاربة ضد قوات المحور. على الرغم من إنه، طبقا للقانون الأمريكي، غير قانوني لمواطني الولايات المتحدة الألتحاق بجيوش أي دولة أجنبية، وبقيامهم بذلك خسروا مواطنتهم وغير العديد من الأمريكيين المتطوعين جنسيتهم إلى الكندية. ومع ذلك أصدر الكونجرس عفو شامل في 1944. بدأ الأمريكي المرتزق تحت قيادة العقيد تشارلز سويني الذي يعيش في لندن في تجنيد مواطنين أمريكيّين للمحاركة كمتطوعين امريكيين منفصلين في القوات الجوية الفرنسية، ولكن سقطت فرنسا قبل أن يُنفذ ذلك. أثناء معركة بريطانيا، قتل واحدا من ال11 طيار أمريكي في سلاح الجو الملكي شكل، ابن أخ تشارلز سويني، والذي يُدعى أيضا تشارلز وحدة الحرس الوطني من المتطوعين الأمريكيين الذين يعيشون في لندن.
كان واحدا من أبرز الأمثلة هو سرب النسور وهي أسراب سلاح الجو الملكي المكونة من متطوعين أمريكيين وعاملين بريطانيين. تشكل أول سرب من كتيبة سرب 71 في 19 سبتمبر - أيلول 1940 ثم تبعه كتيبة سرب 121 في 14 مايو 1941 وثم كتيبة سرب 133 في 1 أغسطس - آب 1941. قدم 6,700 أمريكي طلب الألتحاق بسرب النسور ولكن قُبل 244 فقط للخدمة أسراب النسور الثلاثة، وايضا قُبل 16 بريطونيون للخدمة في السرب وكقادة طيران. 6- بدأ أول سرب عملياته في فبراير 1941ووسجلوا أول عملية قتل لهم في يوليو 1941. في 29 سبتمبر - أيلول 1942، غير سلاح الجو الملكي الأسراب الثلاثة رسميا إلى القوات الجوية الثامنة للقوات الجوية لجيش الولايات المتحدة وأصبح المجموعة الرابعة المقاتلة. وفي وقتهم مع سلاح الجو الملكي، أعلنت الأسراب عن ضربها ل73½ من الطائرات الألمانية ومقتل 77 أمريكي و5 بريطاني.
ومثال بارز آخر كان النمور الطائرة، والتي انشئها كلير ل. شنّو، ضابط متقاعد في القوات الجوية الأمريكية يعمل في الصين منذ أغسطس - آب 1937، عمل اولا كمستشار للطيران الحربي للقائد العام شيانغ كي-شك في الشهور الأولى من الحرب الصينية اليبانية. تعرف رسميا بسم المجموعة الأولى للمتطوعين الأمريكيين ولكن تُلقب "بالنمور الطائرة"، وهي كانت مجموعة من الطيارين الأمريكيين الذين يخدمون بالفعل في"القوات المسلحة الأمريكية والذين جندتهم السلطة الرئاسية. كوحدة من شأنهم أن يخدموا في القوات الجوية الصينية للمحاربة ضد اليابانين. تضمنت المجموعة ثلاثة أسراب محاربة وتمتلك كل منها حوالي ثلالثين طائرة، كانت أول مهمة قتالية للمجموعة الأولى للمتطوعين الأمريكيين في 20 ديسمبر 1941، 12 يوم عقب الهجوم على بيرل هاربر في 4 يوليو 1942 حُلت المجموعة الأولى للمتطوعين الأمريكيين واُستبدلت بالمجموعة المحاربة ال23 للقوات الجوية للجيش الأمريكي، التي تم استيعابها لاحقاً ف الولايات المتحدة والتي أصبحت فيما بعد جزاءا من القوات الجوية الرابعة عشر للولايات المتحدة أثناء مدتهم في القوات الجوية الصينية، نجحوا في تدمير 296 طائرة للعدو، بينما خسروا فقط أربعة عشر طيار في القتال.

### نظام القيادة
في 1942 أعدّ الرئيس فرانكلين رووسفلت هيكل قيادة جديد من أجل تزويد القوات المسلحة الأمريكية بالزعامة بينما يحتفظ بالسلطة بوصفه قائد الأعلى للقوات العسكرية بمعاونة وزير الحربية هنري ستيمسون مع الفريق إرنست كينغ بوصفه رئيس العمليات البحريّة المتحكم تحكم كامل في القوّة البحريّة وأيضًا سلاح مشاة البحرية من خلال قادتها، آنذاك الفريق توماس هولكمب وخليفه بوصفه قائد سلاح مشاة البحرية، الفريق ألكسندر فانديغريفت والفريق جورج مارشال بوصفه مسئول عن الجيش، والمتحكم تحكم رمزي في القوات الجوية، والتي كان يقودها بالفعل الفريق هنري أرنولد نيابة عن مارشال. كان أيضا كينج مسئول طوال مدة الحرب عن خفر السواحل الأمريكية وكان تحت قيادته، الفريق روسل ر.. وايتش. شكّل روزفلت هيئة جديدة، ألا وهي هيئة الأركان المشتركة، والتي اتخذت القرارات النهائية بشأن الاستراتيجية العسكرية الأمريكية وبوصفها الهيئة القوات المسلحة الرئيسية لصنع القرار. وكانت «الأركان المشتركة» وكالة تابعة للبيت الأبيض يترأسها الفريق وليام دي ليهي، والذي أصبح المستشار العسكري الرئيسي لفرانكلين روزفلت وأعلى ضابط عسكري للولايات المتحدة في ذلك الوقت.
ومع تقدم الحرب، أصبح مارشال الصوت المهيمن في هيئة الأركان المشتركة في عملية صياغة الاستراتيجية. عند التعامل مع أوروبا، اجتمع «رؤساء الأركان المشتركة» مع نظرائهم البريطانيين، وشكلوا«جنبا إلى جنب هيئة الأركان». وخلافًا للقادة السياسيين للدول الكبرى الأخرى، نادرًا ما يتجاوز روزفلت مستشاريه العسكريين. تعامل المدنيون مع المشروع وشراء الرجال والمعدات، ولكن لم يكن للمدنيين – ولا حتى لوزراء الحربية أو البحرية، صوت في وضع الاستراتيجية. تجنب روزفلت وزارة الخارجية ووضع دبلوماسية عالية المستوى من خلال معاونيه وخاصة هاري هوبكنز. منذ سيطر هوبكنز أيضا على مبلغ 50 مليار دولار من «أموال الإعارة والاستئجار» المُقدمة للحلفاء، أعاروه اهتمامًا.

## الإعارة واحتلال أيسلندا
| « | دون الانتاج الأميركي لم تكن لتستطع الأمم المتحدة الانتصار في الحرب أبدًا | » |

 شهد عام 1940 تغير في موقف الولايات المتّحدة الأمريكيّة. إنّ اتّحاد انتصارات ألمانيا النازية في فرنسا، وبولندا وفي أماكن أخرى، مع معركة بريطانيا، كان سببًا في أن يصدق الكثير من الأمريكان أنّ الولايات المتّحدة الأمريكيّة ستضطّر للمحاربة قريبًا. في آذار/مارس 1941، بدأ برنامج الإعارة و الاستئجار في شحن الأموال، والذخائر، والطعام إلى بريطانيا، والصين، و (بحلول هذا الخريف) الاتحاد السوفيتي.
بحلول 1941، كانت تلعب الولايات المتّحدة الأمريكيّة دورًا نشط في الحرب، على الرغم من حياديتها الرمزية. في الربيع، بدأت اليو بوت (الغواصات) تكتيكات الزمرة الذئبية والتي هددت بفصل خط إمداد عبر الأطلسي; مدد رووسفلت منطقة أمن البلدان الأمريكية شرقًا تقريبا حتى آيسلندا. كانت دوريات حرس الحياد التابعة للبحرية الأمريكية أيّ شيء ولكن بالفعل كان عملهم أن يبلغوا عن سفن دول المحور ومشاهدات الغواصات إلى البحرية البريطانيّة والكنديّة، ومنذ نيسان/أبريل، بدأت البحرية الأمريكية ترافق القوافل المتحالفة من كندا وحتى نقطة الالتقاء في منتصف المحيط الأطلسي (مومب) جنوب أيسلندا، حيث يصلوا اتّجاه البحرية البريطانية الملكية.
في 16 حزيران/يونيو 1941، بعد مفاوضة مع ونستون تشرشل، أمر رووسفلت قوات الولايات المتّحدة الأمريكيّة المحتلة أيسلندا أن تستبدل قوات الغزو البريطانية. في 22 حزيران/ يونيو 1941، أرسلت البحرية الأمريكية فرقة العمل 19 (TF 19) من تشارلستون، كارولاينا الجنوبية لتجتمع في الأرجنتين، نيوفاوندلاند. تضمنت الفرقة 25 سفينة حربيّة وأول فرقة بحرية مؤقتة من 194 ضابط و3714 رجل من سان دييغو، كاليفورنيا تحت قيادة اللواء فريق أول جون مرستون. أبحرت الفرقة من الأرجنتين في 1 تمّوز/يوليو. في 7 تموز/يولية، أقنعت بريطانيا البرلمان الأيسلندي (ألثينغي) بالموافقة على قوة احتلال أمريكية بموجب اتفاق الدفاع الأمريكي-الأيسلندي، ارتكزتالفرقة TF 19 قبالة مدينة ريكيافيك مساء ذلك اليوم. بدأت «قوات مشاة بحرية الولايات المتحدة» الهبوط في 8 تموز/يولية، واكتمل الترجّل في 12 تموز/يولية. في 6 آب/أغسطس، أنشأت بحرية الولايات المتحدة قاعدة جوية في ريكيافيك مع وصول دورية أسطول طائرات VP-73 موديل كونسوليديتد بي بي واي كاتالينا و VP-74 بحارات PBM. بدأت القوات البرية للولايات المتحدة في الوصول إلى أيسلندا في آب/أغسطس، ونُقلت قوات المشاة البحرية إلى المحيط الهادئ آذار/مارس 1942. تمركز أكثر من 40,000 الولايات فرد من أفراد البحرية الأمريكية في الجزيرة، بنسبة تفوق عدد الرجال الأيسلنديّين (آنذاك، كان تعداد سكان أيسلندا حوالي 120,000.) كان الإتفاق للجيش الأمريكي أن يبقى حتّى نهاية الحرب (رغم أنّ وجود الجيش الأمريكي في أيسلندا استمر خلال 2006، بما أنّ أيسلندا بعد الحرب أصبحت عضو في حلف شمال الأطلسي.
خاضت السفن الحربية الأمريكية المرافقة لقوافل الحلفاء في المحيط الأطلسي الغربي مواجهات عدائية مع الغواصات. في 4 سبتمبر - أيلول، هاجمت غواصة ألمانيّة سفينة الولايات المتّحدة الأمريكيّة المدمرة يو أس أس غرير من إيسلندا. وبعد أسبوع أمر رووسفلت السفن الحربيّة الأمريكيّة أن تهاجم الغوصات بمجرد رؤيتها. أطلقت أحد الغواصات النيران علي السفينة الحربية يو أس أس كراني بينما كانت ترافق قافلة تجارية أنجليزية. وأغرقت الغواصة الألمانية يو-552 السفينة الحربية ريبون جايمس يو أس أس في 31 أكتوبر 1941.

## الساحة الأوروبية وساحة شمال أفريقيا

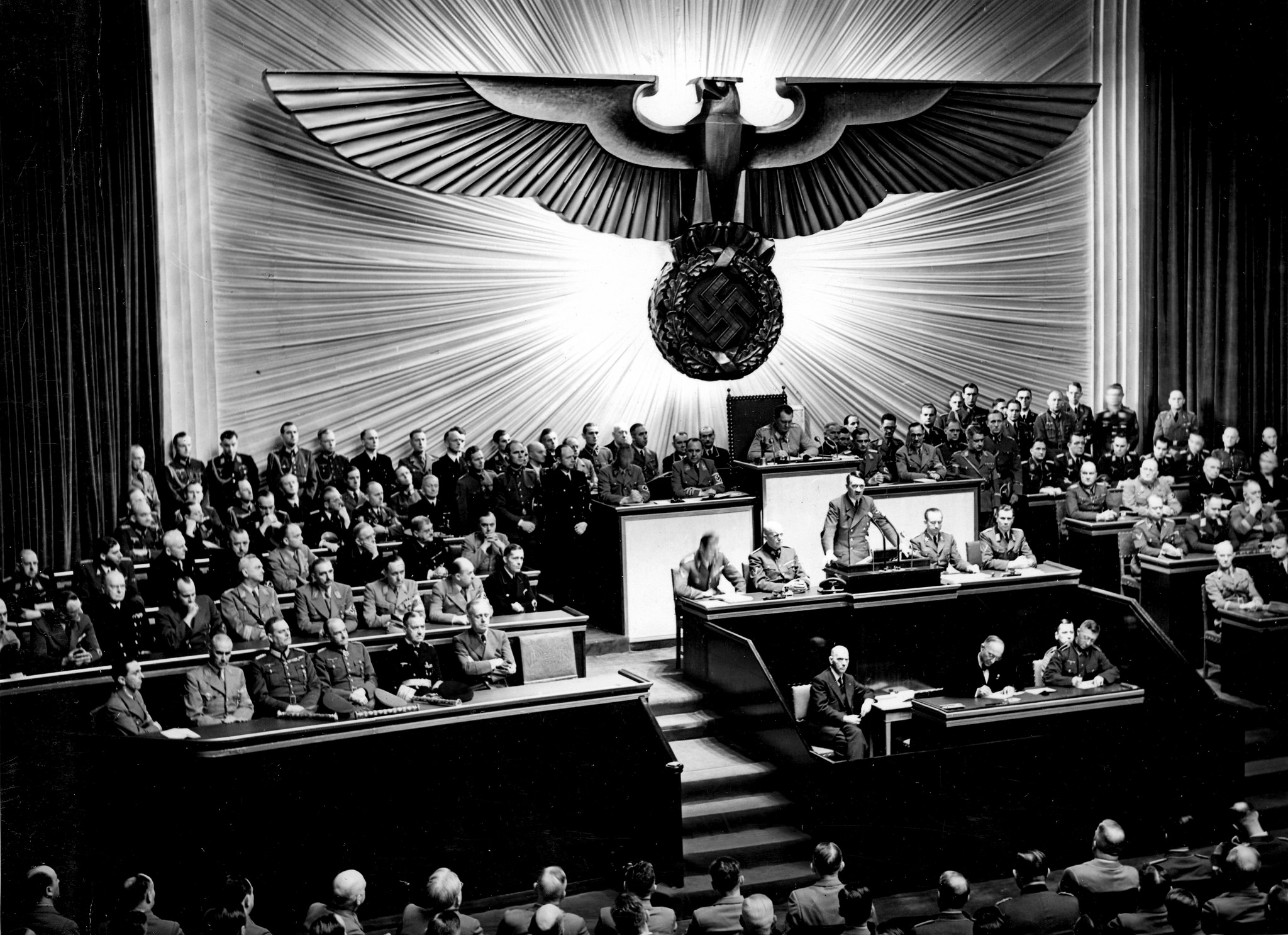
إعلان هتلر الحرب ضد الولايات المتحدة الأمريكية في 11 ديسمبر - كانون الأوّل 1941.

في 11 ديسمبر - كانون الأوّل 1941، أعلن أدولف هتلر وألمانيا النازية الحرب ضدّ الولايات المتّحدة الأمريكيّة، اليوم نفسه الذي أعلنت فيه الولايات المتّحدة الأمريكيّة الحرب على ألمانيا وإيطاليا.

### أوروبا أولًا

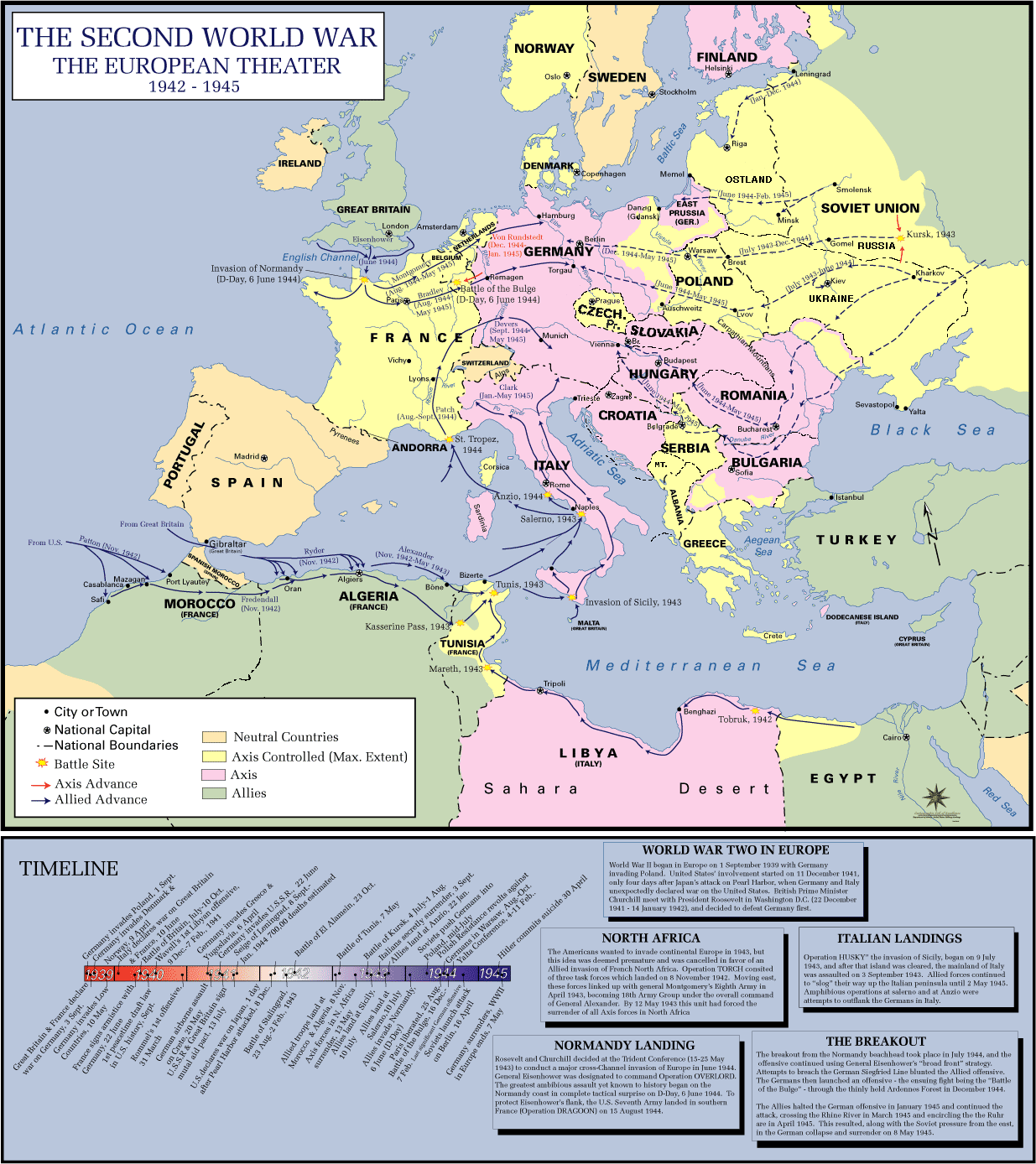
انتصارات و حلفاء ألمانيا النازية (دول المحور).

كانت الإستراتيجية الكبرى الموضوعة للحلفاء هي إلحاق الهزيمة بألمانيا وحلفائها في أوروبا أولًا، وبعد ذلك يمكن تصويب الهدف نحو اليابان في منطقة المحيط الهادئ ذلك لأن عاصمتان من الحلفاء وهما لندن وموسكو قد تشكل ألمانيا عليهما تهديدًا مباشرًا ولكن لم تهدد اليابان أيًا من الحلفاء الأكبر. كانت ألمانيا التهديد الأصل للمملكة المتّحدة، خصوصا بعد سقوط فرنسا في 1940، الأمر الذي أدى إلى اكتساح ألمانيا لأغلب بلدان أوروبا الغربية تاركة المملكة المتّحدة وحدها في مواجهة ألمانيا. حال فشل ألمانيا في تأسيس سيطرة جوية في معركة بريطانيا دون غزوها للمملكة المتحدة المخطط وهو ما كان يسمى عملية أسد البحر. وفي الوقت نفسه، بدت الحرب مع اليابان في شرق آسيا أمرًا محتملًا للغاية. وعلى الرغم من أن الولايات المتحدة لم تكن بعد في حرب مع ألمانيا أو اليابان فقد قابلت المملكة المتحدة في عدة مناسبات لوضع استراتيجيات مشتركة.
في تقرير الـ29 مارس - آذار 1941 لمؤتمر الأيه بي سي-1، اتفق الأمريكيون والبريطانيوّن أنّ أهدافهم الاستراتيجيّة هي: (1) "هزيمة مبكرة لألمانيا بصفتها العضوة الغالبة في المحور مع بذل جهد عسكري رئيس من جهة الولايات المتحدة في منطقة الأطلسي والأوروبي؛ و (2) دفاع استراتيجي في الشرق الأقصى وبذلك أيد الأمريكيون البريطانيين في إستراتيجية "أوروبا أولًا" (أو "ألمانيا أولًا") الكبرى بتنفيذ عمليات عسكرية في الحرب العالمية الثانية. خشت المملكة المتحدة من أنه إن حولت الولايات المتّحدة الأمريكيّة تركيزها الرئيس من أوروبا إلى منطقة المحيط الهادئ (اليابان)، قد يسحق هتلر الاتحاد السوفيتي وبريطانيا كلاهما وبعدها يصبح قوة لا تقهر في أوروبا. ولكن لم يغير الجرح الذي تركته اليابان في الولايات المتحدة عند بيرل هاربر في 7 كانون الأول/ديسمبر 1941 سياسة الولايات المتحدة. أسرع رئيس الوزراء وينستون شرشلّ إلى واشنطن عقب أحداث بيرل هاربر إلى مؤتمر أركاديّة ليضمن أنّ الأمريكيون لم يعيدوا النظر في إستراتيجية أوروبا أولًا. أكد البلدان على أنه بالرغم من دخول اليابان الحرب ستبقى ألمانيا عدونا الأول. وأن هزيمتها هي المفتاح النصر حيث أنه ما إن تقهر ألمانيا سوف يتبعها انهيار إيطاليا وهزيمة اليابان.

### معركة الأطلسي
كانت معركة الأطلسي أطول حملة عسكرية متواصلة في الحرب العالمية الثانية حيث بدأت منذ عام 1939 حتى هزيمة ألمانيا في عام 1945 وحدث في منتصفها الحصار التحالفي البحري لألمانيا الذي أُعلن عنه اليوم الذي يعقب إعلان الحرب وحصار ألمانيا المضاد الذي لحقه وكان في أَوجٌه من منتصف الأربعينيات وحتى نهاية عام 1943. حرضت المعركة الأطلسيّة الغواصات وسفن بحرية آخرى من كريغسمارينه (البحرية الألمانية) وطائرات لوفتفافه (القوات الجوية الألمانيّة) ضدّ البحريّة الملكيّة الكنديّة، وبحرية الولايات المتّحدة الأمريكيّة، والشحن التحالف التجاري. حمت القوات البحرية والجوية الكندية والبريطانية إلى حد كبير القافلات القادمة أساسًا من شمال أمريكا والمتجهه غالبًا إلى المملكة المتحدة والاتحاد السوفيتي. كانت تدعم سفن وطائرات الولايات المتحدة هذه القوات من 13 سبتمبر - أيلول 1941 وانضمت غواصات من البحرية الملكية الإيطالية (رجيا مارينا) إلى الألمان بعدما دخل حليفها المحور إيطاليا الحرب في 10 يونيو - حزيران 1940.

### عملية الشعلة

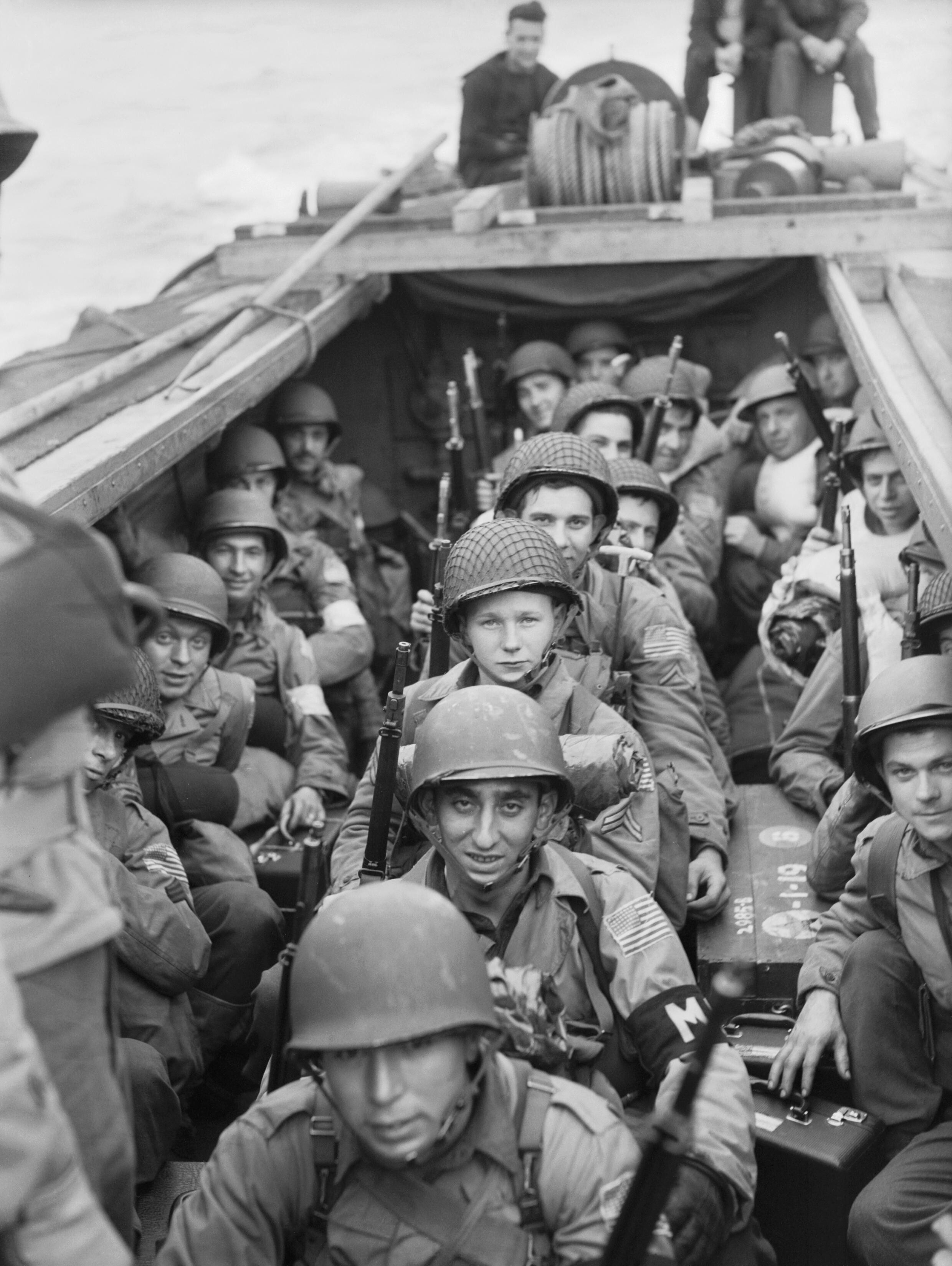
قوات أمريكيّة على متن سفينة إنزال متجه إلى وهران. نوفمبر - تشرين الثّاني 1942.

دخلت الولايات المتّحدة الأمريكيّة الحرب في الغرب ضمن عملية الشعلة في 8 نوفمبر - تشرين الثّاني 1942، بعدما تقدم حليفها السوفييتيّ مرة آخرى إلى جبهة (عسكرية) ضدّ الألمان. قاد الفريق الأول دوايت أيزنهاور الاعتداء على شمال أفريقيا، وضرب الفريق الأول جورج باتون الدار البيضاء.

### انتصار قوات الحلف في شمال افريقيا
لم تحظى الولايات المتّحدة الأمريكيّة بدخول هين في الحرب ضد ألمانيا النازية. في اوائل 1943 عانى جيش الولايات المتحدة من هزيمة شبه مدمرة في معركة القصرين في فبراير - شباط. يقع لوم الخسارة بشكل رئيسي على القيادة الرفيعة لقوات الحلف حيث ادت المشحانات الداخلية بين الفريق الأول الأمريكي لويد فريديندال والبريطانيين إلى عدم الثقة وقلة الأتصال مما سبب عدم تناسب في مواضع القوات. كان من الممكن أن تُعتبر الهزيمة نقطة تحول هائلة الا أن القائد ايسين هوار استبدل فردبدل بالفريق الأول باتون.